# Annamie Paul
Annamie Paul, född den 3 november 1972, är en kanadensisk politiker, aktivist och sedan den 3 oktober 2020 partiledare för Kanadas miljöparti, Green Party of Canada. Hon är den förste svarta person att vara partiledare för ett federalt parti i Kanada.. 

## Utmärkelser
Paul har fått flera utmärkelser. Däribland är hon mottagare av Harry Jerome Award.